# Toyonari Fujita
Toyonari Fujita (藤田 豊成 Fujita Toyonari?) (9 de mayo de 1971) es un luchador profesional japonés, más conocido por sus nombres artísticos Magnitude Kishiwada y Big Boss MA-G-MA.

## Carrera
Con un pasado dedicado al levantamiento de potencia y a la gimnasia artística, Toyonari se interesó por la lucha libre en 1990 y comenzó a trabajar en empresas independientes como trabajador de ring, entrenando en Shooto mientras tanto.

### Tokyo Pro Wrestling (1993-1996)
Fujita debutó en 1993 en Social Pro Wrestling Federation en una derrota ante Masahiko Takasugi. Poco después fue transferido a Tokyo Pro Wrestling, donde comenzó a luchar como Toryu en combates de poco nivel, especialmente formando equipo con Mr. Pogo.

### Frontier Martial-Arts Wrestling (1996)
En julio de 1996, Toryu fue contratado por Frontier Martial-Arts Wrestling, donde compitió como jobber durante el resto del año. En noviembre, Fujita dejó FMW.

### Osaka Pro Wrestling (1999-2005)
En 1999, Fujita fue contratado por Osaka Pro Wrestling, donde debutó bajo el gimmick de Monster Zeta Mandora (怪獣Zマンドラ Kaiju Zeta Mandora?), comenzando a usar una máscara azul de apariencia monstruosa. Este personaje constituía una parodia de los kaiju del folclore japonés, ya que al igual que ellos Toyonari usaba su tamaño y ferocidad para dominar a oponentes más pequeños, a pesar de ser un personaje más bien cómico y de no ser Fujita especialmente grande. Tras su debut, Mandora consiguió una gran cantidad de victorias e intentó participar en el torneo Tennozan 2000, pero fue derrotado en la primera ronda por Naohiro Hoshikawa. A finales de año, Mandora se encontró con un monstruo similar a él, Monster King Mandora, con quien formó equipo para derrotar a Kuishinbo Kamen & Ebessan, enfrentándose a él al día siguiente; sin embargo, el combate acabó sin resultado, y ambos Mandora continuaron haciendo equipo.
En 2001, Monster Zeta Mandora & Monster King Mandora entraron en un breve feudo con Atsushi Inunita, derrotándole en todos los combates. Más tarde ambos participaron en el Osaka Tag Festival 2001, obteniendo incontables victorias; sin embargo no lograron ganar, siendo derrotados en la final por Super Delfín & Takehiro Murahama. El equipo se separó posteriormente, y meses más tarde Monster Zeta Mandora & Takehiro Murahama derrotaron a Infinity (Black Buffalo & Tsubasa) para ganar los Campeonatos en Parejas de la OPW. Mientras tanto, Mandora participó en solitario en el torneo Tennozan 2001, donde de nuevo fue eliminado en la primera ronda, esta vez por Super Delfín. A finales de año, Mandora & Murahama perdieron los títulos ante Azteca & Miracle Man.
Sin embargo, a inicios de 2002, Toyonari desechó el gimmick de Mandora y adoptó el nombre de Big Boss MA-G-MA (“ビッグボス”MA-G-MA Biggu Bosu MA-G-MA?), vestiendo con un atuendo rojo y negro y una máscara más convencional a juego. MA-G-MA, revelándose como un monster heel, se unió a la facción FLUXxx, dirigida por Dick Togo, e hizo equipo con Daio QUALLT para derrotar a Azteca & Miracle Man y conseguir de nuevo los títulos en parejas. Más tarde, cuando Gamma se alzó como nuevo líder del grupo, MA-G-MA y QUALLT tomaron el papel de sus ejecutores. Durante el Trios Tournament Cup 2002, MA-G-MA, QUALLT & Daigoro Kashiwa consiguieron llegar a la semifinal, donde fueron derrotados por Super Delfín, Super Demekin & Takehiro Murahama. Big Boss, QUALLT & Kaori Yoneyama participaron en otro torneo por tríos, el Osaka Mixed Pancake Tournament, pero obtuvieron el mismo resultado. Más tarde, QUALLT y él tuvieron lugar en el Osaka Tag Festival 2002, donde consiguieron victorias hasta llegar a la final, pero siendo derrotados por Super Delfín & Super Demekin. A finales de año, MA-G-MA & Daio perdieron los Campeonatos en Parejas ante Black Buffalo & Tsubasa, aunque luego MA-G-MA se alzaría como ganador del Tennozan 2002. A finales de año, MA-G-MA y QUALLT se rebelaron contra Gamma y lo expulsaron de FLUXxx, renombrando el grupo como Kishiwada Gurentai y admitiendo a nuevos miembros, como Black Tigers y Goa.
Comenzado 2003, MA-G-MA continuó atesorando victorias, tanto en combates individuales como por equipos. QUALLT y él participaron en el Osaka Tag Festival 2003, donde fueron derrotados en la final por Billy Ken Kid & Tsubasa. Después de ganar el torneo Tennozan 2003, Toyonari luchó contra Takehiro Murahama por el OPW Championship, sin conseguir la victoria. Siguiendo la tradición, Big Boss & Daio compitieron en el Osaka Tag Festival 2004, pero fueron de nuevo eliminados en la final, esta vez por Tsubasa & YUTAKA. En 2004, MA-G-MA elevó aún más el listón llegando a derrotar a Jushin Thunder Liger en un combate individual; a causa de ello, MA-G-MA fue invitado al Best Of The Super Juniors XI de New Japan Pro Wrestling, donde consiguió victorias contra luchadores como Wataru Inoue, American Dragon y Ryusuke Taguchi, pero no logró ganar el torneo. Finalmente, en octubre, Big Boss consiguió por fin el OPW Championship al derrotar a Billy Ken Kid, derrotando al mismo al final de Tennozan 2004. Meses más tarde, en 2005, Big Boss perdería el título ante Super Dolphin. A mediados del mismo año, Fujita fue liberado de su contrato por la OPW.

### Dragon Gate (2005-2010)
En junio de 2005, comenzaron a ser mostradas en Dragon Gate varias escenas que anticipaban la llegada de Big Boss MA-G-MA a la empresa, llegando al garaje de las arenas en motocicleta y con su rostro oculto por la visera del casco. Después de atacar a varios luchadores, Big Boss se presentó y estipuló con CIMA un combate entre ambos en el que el ganador lideraría un equipo para competir por el Open The Triangle Gate Championship; MA-G-MA declaró que si ganaba, traería su propio equipo de luchadores a la empresa y CIMA debería exiliarse a México. Durante la lucha, inesperadamente, MA-G-MA y su oponente procedieron a atacar al árbitro Kinta Tamaoka y abrazarse entre ellos, proclamado que todo había sido un montaje y que Big Boss se uniría al grupo de CIMA, Blood Generation. MA-G-MA se presentó entonces con el nuevo nombre de Magnitude Kishiwada (マグニチュード岸和田 Magunitūdo Kishiwada?), un nombre basado en la magnitud de un terremoto y en Kishiwada, su tierra natal. Adoptando el papel de enforcer del grupo, Kishiwada fue una adición cuestionada, ya que su máscara atentaba contra la norma de Blood Generation de "cara descubierta"; sin embargo, CIMA admitió sin darle mucha importancia que esa regla fue estipulada sólo para impedir la entrada de Super Shisa y Stalker Ichikawa. Al poco de su debut, la facción ganó el Open The Triangle Gate Championship gracias a la victoria de CIMA, Kishiwada & Masato Yoshino sobre Do FIXER (Dragon Kid, Genki Horiguchi & Ryo Saito).
Durante los meses siguientes, Blood Generation consiguió una gran cantidad de victorias gracias a Kishiwada, ya que éste usaba su enorme poder físico para ejercer un estilo de lucha al que los luchadores de Dragon Gate, ligeros y ágiles, no estaban acostumbrados a encontrar en un oponente de su mismo tamaño. Blood Generation mantuvo sus feudos con Final M2K (Masaaki Mochizuki, Susumu Yokosuka & K-ness) y con PoS.HEARTS, la nueva encarnación de Do FIXER, compuesta por luchadores todavía enfrentados con ellos. En noviembre de 2005, Kishiwada derrotó a Masaaki Mochizuki, líder de Final M2K, para ganar el Open the Dream Gate Championship, siendo el primer luchador ajeno a Toryumon en conseguir el título. Poco después, Kishiwada participó en el King of Gate 2005, pero fue eliminado por Anthony W. Mori en la primera ronda. Meses más tarde, después de defender su título contra varios luchadores, Kishiwada perdió el campeonato ante Ryo Saito cuando sufrió una grave lesión de hombro. Fujita se tomó un tiempo de descanso tras ello, no sin introducir en Blood Generation a su antiguo amigo y enemigo de OPW, Gamma, para suplir su ausencia.
Sin embargo, Gamma no fue visto con buenos ojos por el líder del grupo, CIMA, y pronto fue expulsado del grupo. Naruki Doi, Masato Yoshino y Naoki Tanizaki, descontentos con esta decisión, siguieron a Gamma y produjeron que el grupo se partiera en dos, con CIMA, Don Fujii y Shingo Takagi en el otro lado. En abril, Gamma & Doi derrotaron a CIMA & Fujii para ganar los derechos sobre el nombre de Blood Generation, pero inmediatamente renunciaron a ellos y fundaron la facción Muscle Outlaw'z, con Doi y Gamma como líderes. En su retorno, Kishiwada se alineó con Gamma y Doi y entró en el grupo, convirtiéndose en el consejero y ejecutor de los líderes. Poco después, Kishiwada y ambos derrotaron a Typhoon (CIMA, Ryo Saito & Susumu Yokosuka) para ganar el Open the Triangle Gate Championship, perdiéndolo contra ellos más tarde; sin embargo, volvieron a ganarlo meses después al derrotar a New Hazard (Cyber Kong, Jack Evans & Shingo Takagi) en la final de un torneo por el título. Semanas después, lo perdieron ante Masaaki Mochizuki, Don Fujii & K-ness.
En 2008, tras la escisión de Muscle Outlaw'z, Kishiwada se unió a Mochizuki y Fuji para formar un trío llamado Zetsurins, cuya misión era la de defender el honor de los veteranos de Dragon Gate frente a las nuevas generaciones de jóvenes luchadores. Por ello, Toyonari se convirtió en face por primera vez en años. El grupo ganó el Open the Triangle Championship ante Real Hazard (Gamma, YAMATO & Yasushi Kanda), reteniéndolo durante meses hasta perderlo ante KAMIKAZE (Dragon Kid, Shingo Takagi & Taku Iwasa). Durante 2009, año además en que Kishiwada fue hecho miembro de Tokyo Gurentai bajo el nombre de Magnitude Tokyo, las apariciones de Fujita en la empresa fueron haciéndose más y más esporádicas, hasta que en diciembre finalizó su contrato y dejó Dragon Gate.

### Pro Wrestling El Dorado (2008)
En 2008, Magnitude Kishiwada comenzó a aparecer en Pro Wrestling El Dorado, alternando con sus apariciones en Dragon Gate. Esto resultó bastante sorprendente, ya que El Dorado había sido fundada por luchadores despedidos de Dragon Gate que aún guardaban cierto resentimiento hacia la empresa, y un luchador apareciendo en ambas no parecía posible. Kishiwada apareció como un miembro especial del grupo heel Hell Demons, haciendo equipo con Brahman Kei & Brahman Shu en varias ocasiones. A mediados de año, Magnitude compitió en la Greatest Golden League 2008, llegando a la final, pero siendo derrotado en ella por Shuji Kondo.

### Pro Wrestling ZERO1 (2009-2011)
A finales de 2009, Kishiwada apareció en el Fire Festival 2009 de Pro Wrestling ZERO1, pero con consiguió ganar. Tras ello Kishiwada comenzó a luchar regularmente para ZERO1, especialmente después de su salida de Dragon Gate, compitiendo mayormente en combates por equipos de estatus medio.

### Retorno a Osaka Pro Wrestling (2009)
Kishiwada realizó una aparición especial en Osaka Pro Wrestling en noviembre de 2009 para participar en el torneo Tennozan 2009, en cuya final fue derrotado por Billy Ken Kid.

### FREEDOMS (2010-presente)
En 2010, Kishiwada se convirtió en luchador regular de la reciente empresa FREEDOMS, creada por Takashi Sasaki.

### Retorno a Dragon Gate (2012)
En mayo de 2012, Kishiwada hizo su retorno a Dragon Gate cuando fue introducido por Gamma como un invitado sorpresa para hacer equipo con él y CIMA durante la Summer Adventure Tag League 2012. Magnitude se presentó habiendo perdido una enorme cantidad de peso, lo que hizo a Gamma pensar inicialmente que se trataba de un impostor, hasta que Kishiwada le convenció de la contrario. Con CIMA, Gamma y Magnitude representando al stable Team Veteran Returns en el torneo, el trío se abrió paso hasta la final, pero fueron derrotados allí por MAD BLANKEY (Akira Tozawa, BxB Hulk & Naoki Tanisaki). Acabada la liga, Kishiwada volvió a dejar Dragon Gate.

## En lucha
- Movimientos finales
  - Last Ride[1][2] / Fire Thunder Bomb[4] / Mandora Bomb[5] (Elevated powerbomb)
  - Mag Driver[6] / Fire Thunder Driver[2] / Monster Driver[7] (Over the shoulder sitout belly to belly piledriver)
  - Mandragon Suplex[8] (Bridging full Nelson suplex)[1][2]
  - Mandriller[1][2] (Fisherman brainbuster, a veces desde una posición elevada)[4]
  - Monster Splash[7] (Diving splash)[1][2]

- Movimientos de firma
  - Monster Slam[9] (Chokeslam)
  - Monster Special[5] (Rolling German suplex derivado en bridging reverse prawn pin)
  - Mandora Backbreaker[9] (Argentine backbreaker rack)
  - Arm wrench inside cradle pin[10]
  - Big boot
  - Brainbuster
  - Diving crossbody
  - Diving moonsault,[11] a veces desde el suelo[2] o hacia fuera del ring
  - Dropkick[12]
  - Flying clothesline[12]
  - Gorilla press slam
  - Kimura lock[4]
  - Running corner body avalanche
  - Running lariat[2]
  - Second rope missile dropkick
  - Senton bomb
  - Single leg Boston crab[7]
  - Super hurricanrana
  - Varios tipos de suplex:
    - Bridging German[2]
    - Bridging northern lights[12]
    - Fisherman
    - Overhead belly to belly
    - Throwing double underhook
    - Vertical

  - Vertical drop brainbuster[13]

- Mánagers
  - Francoise

- Apodos
  - "Osaka de Ichiban Tsuyo I Otoko" (El Hombre Más Fuerte de Osaka)[1]
  - "Ni-san"[3]

## Campeonatos y logros
- Daiwa Entertainment Pro Wrestling
  - DEP Openweight Tag Team Championship (1 vez) - con Tadanobu Fujisawa

- Dove Pro Wrestling
  - Dove Tag Team Championship (1 vez) - con Diablo

- Dragon Gate
  - Dragon Gate Open the Dream Gate Championship (1 vez)
  - Dragon Gate Open the Triangle Gate Championship (5 veces) - con Gamma & Naruki Doi (1), CIMA & Masato Yoshino (1), Naruki Doi & Masato Yoshino (1), Don Fujii & Masaaki Mochizuki (1) y Gamma & HUB (1)

- Fighting Ultimate Crazy Kings
  - FU*CK World Fukumen Championship (1 vez)

- Osaka Pro Wrestling
  - OPW Championship (1 vez)
  - OPW Tag Team Championship (2 veces) - con Takehiro Murahama (1) y Daio QUALLT (1)
  - OPW Battle Royal Championship (1 vez)
  - Tennozan Tournament (2002)
  - Tennozan Tournament (2003)
  - Tennozan Tournament (2004)

## Récord en artes marciales mixtas
| Resultado | Récord | Oponente       | Método                  | Evento                                | Fecha               | Ronda | Tiempo | Localización | Notas |
| --------- | ------ | -------------- | ----------------------- | ------------------------------------- | ------------------- | ----- | ------ | ------------ | ----- |
| Derrota   | 0-1    | Yasunori Okuda | Sumisión (cross armbar) | Shooto - Professional Shooting Vol.28 | 18 de marzo de 1994 | 1     | 0:26   | Tokio, Japón |       |